# Nicolás I de Rusia
Nicolás I de Rusia (en ruso: Николай Павлович, Nicolás Pávlovich; Gátchina, 6 de julio de 1796-San Petersburgo, 2 de marzo de 1855) fue zar del Imperio ruso y rey de Polonia entre 1825 y 1855.
Fue hijo del zar Pablo I y de Sofía Dorotea de Wurtemberg (María Fiódorovna), accedió al trono tras la muerte de su hermano mayor, Alejandro I.

## Ascenso al trono

### Sucesión del zar Alejandro I
El zar Alejandro I de Rusia murió el 1 de diciembre de 1825 en la finca imperial de Taganrog, lejos de la capital y sin mencionar quién sería heredero al trono. Los elementos liberales contaban que con la muerte de Alejandro, su hermano menor de pensamiento liberal Constantino Pávlovich Románov ascendiera al trono de acuerdo con las leyes sucesorias rusas. No obstante, se había ocultado al público el casamiento de Constantino con la aristócrata polaca Joanna Grudzińska, y que por ello Constantino había acordado en 1822 renunciar al trono en favor de su hermano menor (Nicolás, de ideología autocrática), el cual en un principio se opuso a tomar el gobierno de la nación aduciendo falta de preparación. En 1822, Alejandro I había firmado una declaración de manera que Nicolás tomara el trono cuando él muriera. Este documento solo había sido visto por miembros de confianza de la familia real, pero no por el Gran Príncipe Nicolás.

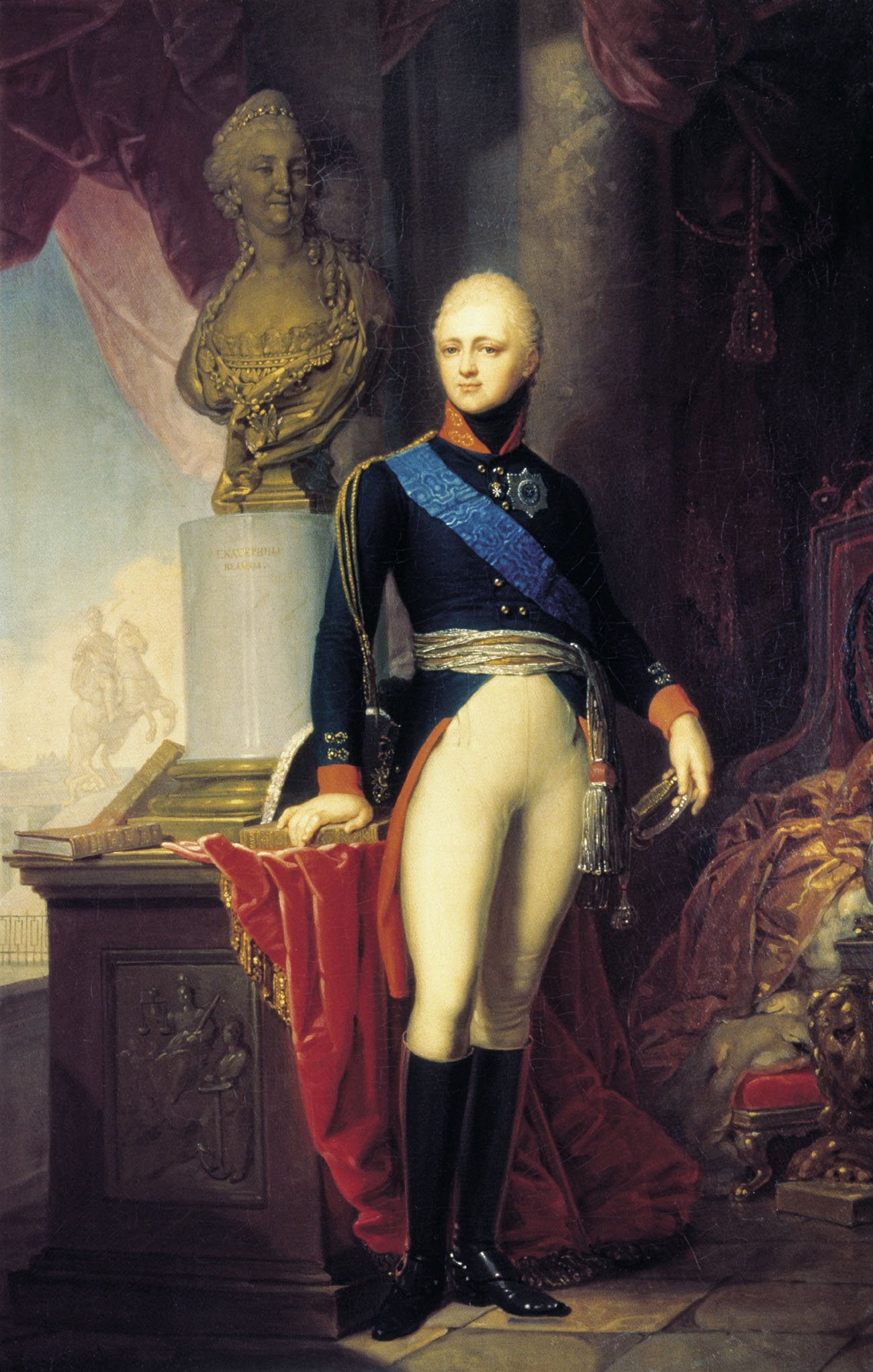
Alejandro I por Vladímir Borovikovski.

Al conocerse el 4 de diciembre en San Petersburgo la noticia de la muerte del zar Alejandro I, los decembristas decidieron iniciar una sublevación y aprovechar la ideología liberal del príncipe Constantino Pávlovich para iniciar las reformas políticas que deseaban. El 9 de diciembre, Constantino Pávlovich recibe en Varsovia (donde él era gobernador de Polonia) una carta donde el Consejo Imperial se ponía a sus órdenes como nuevo zar. De hecho, diversos altos funcionarios civiles y militares ya habían prestado juramento de fidelidad a Constantino como soberano.
No obstante, pocos días después de los funerales de Alejandro I el príncipe Constantino informó desde Varsovia al Consejo Imperial y a su hermano Nicolás Pávlovich de su renuncia al trono ruso hecha tres años antes. Como resultado, la corona recaía en el príncipe Nicolás, el menor de los hermanos de Alejandro I. Aun así surgió una controversia en los días siguientes en tanto Nicolás ya había jurado fidelidad a su hermano Constantino, pero a la vez no podía anular una renuncia que ya había aprobado el emperador difunto. Al ser inviable cambiar las órdenes impartidas por Alejandro I, y tras reiterar Constantino (mediante carta oficial) que no asumiría la corona rusa debido a su renuncia y que se consideraba ya súbdito de su hermano, Nicolás Pávlovich Románov acepta ser proclamado zar con el nombre de Nicolás I de Rusia, fijando el día del juramento de lealtad para el 26 de diciembre en San Petersburgo.

### Revuelta decembrista
Al conocerse que Nicolás sería proclamado zar en lugar de Constantino, los líderes decembristas decidieron actuar de inmediato para aprovechar el vacío de poder y derrocar a Nicolás mediante un golpe de Estado el mismo día de su juramentación, alegando que ya habían jurado lealtad al príncipe Constantino Pávlovich Románov y sería un inaceptable perjurio reconocer ahora a otro zar. Los jefes decembristas determinaron que los conspiradores Nikita Muraviov, el príncipe Serguéi Trubetskói y Yevgueni Obolenski, que eran oficiales con mando de tropas en San Petersburgo, congregaran sus soldados en la Plaza del Senado de dicha ciudad, frente al edificio del Senado Gobernante, ordenando que sus hombres jurasen lealtad a Constantino Pávlovich Románov como zar de Rusia, y rechazando que Nicolás I fuese el verdadero heredero al trono. Aparentemente, la revuelta se sustentaba así en defender los derechos de un príncipe imperial para evitar sospechas mayores entre los soldados comunes, a quienes no se había informado de la renuncia de Constantino Pávlovich al trono. Los decembristas consideraban que, dado el apego a la autoridad del ruso común de la época, la única forma de convencer a sus soldados rasos de apoyar la revuelta era cuestionando a Nicolás I como un usurpador en perjuicio del príncipe Constantino.

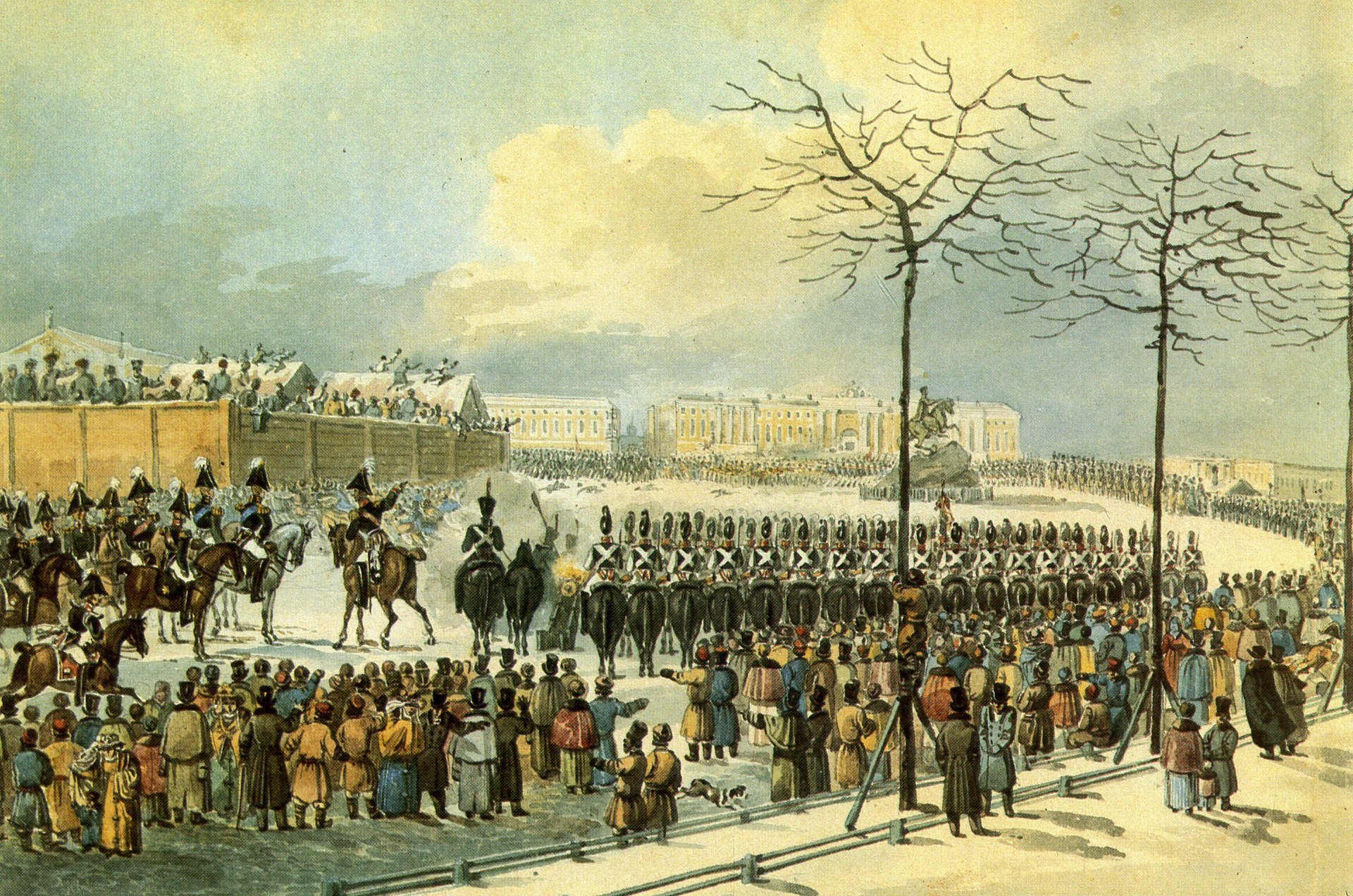
Decembristas en la Plaza del Senado.

En la mañana del 26 de diciembre se puso en ejecución el plan decembrista, y 3000 soldados fueron llevados por Nikita Muraviov y Yevgueni Obolenski a la Plaza del Senado, estacionándose junto a la estatua de bronce de Pedro el Grande, dando vivas a Constantino Pávlovich y proclamándolo zar de Rusia. No obstante, en el último minuto, Serguéi Trubetskói no acudió a la Plaza del Senado, desconcertando a Muraviov, quien debió reunirse apresuradamente con otros oficiales y designar allí mismo al conde Yevgueni Obolenski como jefe de la revuelta.
Durante varias horas los 3000 soldados llevados por los decembristas se mantuvieron increíblemente inmóviles sin intentar siquiera tomar el edificio del Senado o buscar a Nicolás I. El nuevo zar envió de inmediato 9000 soldados a la Plaza del Senado para instar a que los rebeldes reconocieran a Nicolás I como emperador, pero evitando violencias. Incluso entonces se habían congregado en la vasta plaza varios centenares de transeúntes civiles que observaban a las dos tropas inmóviles, pero los líderes decembristas tampoco intentaron propagar su causa entre estos civiles, ni hacer que la difundieran a los soldados leales que se situaban a unos metros de distancia, al parecer dudando de la posibilidad de atraer a tales soldados a una revuelta contra un soberano al cual ya reconocían.
Pasaron más horas en que los dos grupos se mantuvieron espiándose a distancia, hasta que el conde Mijaíl Milorádovich, un respetado héroe de las guerras napoleónicas, apareció montado a caballo ante los rebeldes para instarles a reconocer como zar a Nicolás. En ese momento uno de los jefes de los conspiradores, el oficial Piotr Kajovski, mató de un disparo de pistola al conde Milorádovich mientras este hablaba a los sublevados; simultáneamente un oficial rebelde, el teniente Nikolái Panov, dirigió una pequeña carga de caballería contra el Palacio de Invierno pero fue rechazado rápidamente.
Tras la muerte de Milorádovich, y después de agotar varias horas en parlamentar con los rebeldes, Nicolás I ordenó esa misma tarde que la caballería cargase contra los rebeldes, pero este ataque fue rechazado. Poco después el zar envió cañones a la Plaza del Senado amenazando con abrir fuego si los decembristas no se rendían. Sorprendentemente, los jefes decembristas no se decidieron a ordenar a sus soldados tomar los cañones que eran defendidos solo por una compañía de granaderos. Al no hallar respuesta, los oficiales leales al zar dispararon y causaron graves bajas a los sublevados, quienes huyeron en desbandada hacia el río Nevá o se rindieron de inmediato. Durante el atardecer, y hasta entrada la noche, los rebeldes fueron perseguidos y buscados por todo San Petersburgo, dando fin a la sublevación.

### Fin de la revuelta y consecuencias
Mientras tanto el jefe de la Sociedad del Sur, Pável Ivánovich Péstel, fue arrestado en el cuartel militar de Tulchýn (ahora Óblast de Vínnitsa, Ucrania) el mismo 26 de diciembre, por las sospechas de rebeldía que el zar mantenía contra él desde hacía varios meses. No obstante, la Sociedad del Sur demoró dos semanas en saber lo ocurrido en la capital, y de inmediato Pável Péstel fue liberado por sus compañeros decembristas el 16 de enero de 1826 en un rápido contraataque dirigido por Serguéi Muraviov-Apóstol, jefe militar de la Sociedad del Sur, al frente de un batallón de rebeldes. Pese a ello los sublevados fueron prontamente vencidos días después por la superioridad numérica de las fuerzas enviadas por el zar.

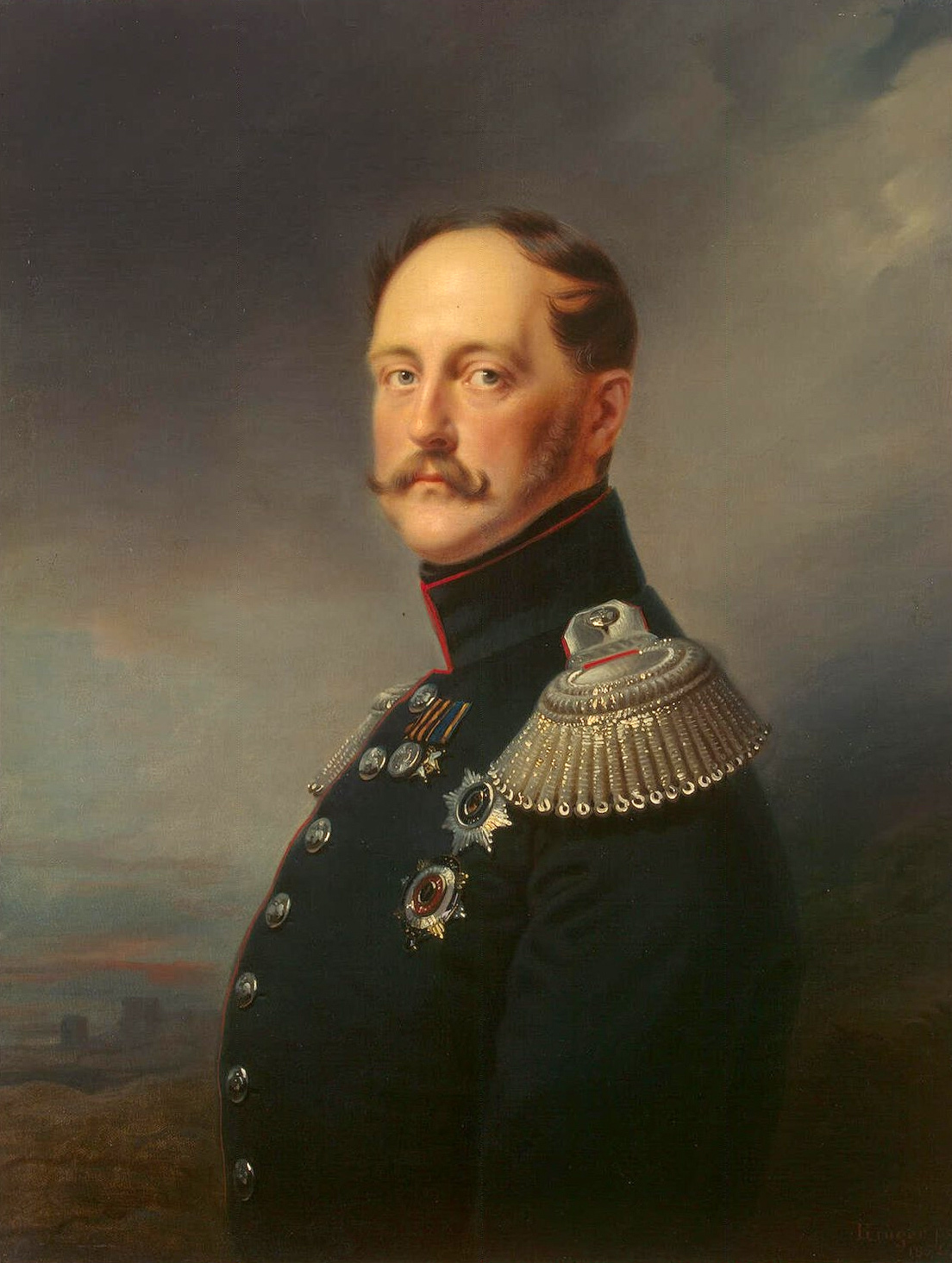
Zar Nicolás I de Rusia.

Inmediatamente después de ser sofocada la revuelta en San Petersburgo, el régimen de Nicolás I empezó a investigar los nexos entre los sublevados, descubriendo así que casi todos sus jefes pertenecían a la aristocracia rusa, inclusive algunos con títulos nobiliarios. La represión ordenada por el zar fue bastante suave, abarcando inclusive el colocar bajo vigilancia a ciertas personas, como el poeta Pushkin, que pudieran haber conocido los planes de la revuelta.
Se dictaron 19 sentencias de prisión con trabajos forzados a perpetuidad, 38 sentencias de trabajos forzados por veinticinco años (tales condenas impedían la reducción de pena y serían cumplidas en Siberia), 15 condenas a exilio perpetuo en Siberia y tres condenas a destierro perpetuo en el extranjero. Todas estas sentencias implicaban la pérdida de los bienes de los condenados, y además prohibían que los encarcelados volvieran a la corte tras cumplir sus condenas. Solo se emitieron cinco penas de muerte, todas por ahorcamiento y en ejecución pública, contra Pável Péstel, Kondrati Ryléyev, Serguéi Muraviov-Apóstol, Mijaíl Bestúzhev-Ryumin y Piotr Kajovski. Otros líderes, como Trubetskói y Obolenski, fueron condenados a prisión perpetua en las colonias penales siberianas, muriendo allí.
El ahorcamiento público de los cinco líderes decembristas se realizó el 13 de julio de 1826 frente a la Fortaleza de San Pedro y San Pablo, en San Petersburgo; si bien en un primer intento de ahorcamiento se rompió la soga destinada a Kondrati Ryléyev, Serguéi Muraviov-Apóstol y Piotr Kajovski, se ordenó de inmediato reemplazar esta soga por otra para continuar con la ejecución. Ese mismo día, al amanecer, 115 oficiales comprometidos en la conspiración fueron degradados públicamente en San Petersburgo ante sus tropas y expulsados del ejército; y 75 de ellos marcharon inmediatamente desde la capital a cumplir sus condenas. No fue sino hasta 1857, treinta y dos años después de la Revuelta Decembrista, que los escasos sobrevivientes fueron amnistiados por el nuevo zar, Alejandro II de Rusia.

## Reinado

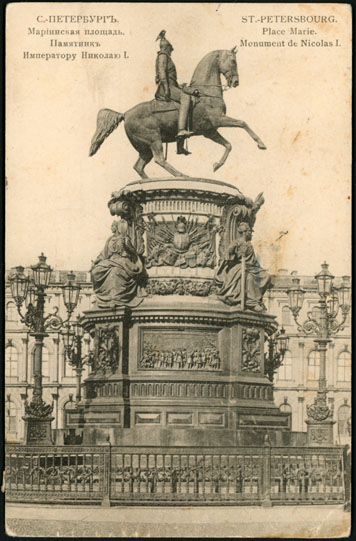
Monumento a Nicolás I en San Petersburgo.

Nicolás carecía completamente de la amplitud intelectual y espiritual de sus hermanos, y contemplaba su papel simplemente como un gobernante autócrata y paternalista con su pueblo. Después de haber experimentado el trauma de la Revuelta Decembrista en su primer día de reinado, Nicolás estaba determinado a controlar a la sociedad rusa y evitar toda difusión o cultivo de ideas liberales que cuestionaran su absolutismo. Una policía secreta creada especialmente para tal efecto, la Tercera Sección de la Cancillería Imperial, mantuvo una enorme red de espías e informantes sobre aristócratas y funcionarios de todo nivel, con la ayuda del Cuerpo Especial de Gendarmes. El gobierno ejerció la censura y otros controles en la educación (dificultando mucho el acceso a estudios técnicos y universitarios), la edición de libros (restringiendo severamente la circulación de obras extranjeras o su traducción) y muchas otras manifestaciones de la vida pública.
En 1833, el ministro de educación, Serguéi Uvárov, ideó un programa de "autocracia, ortodoxia, y nacionalismo", como la guía ideológica principal del régimen. La gente era educada para mostrar una lealtad ilimitada a la autoridad incuestionable del zar, a las tradiciones de la Iglesia ortodoxa rusa y, de una forma bastante vaga, a la nación rusa. Estos principios no obtuvieron el apoyo significativo de la población, pero en cambio sirvieron de sustento al régimen para la represión de las nacionalidades no rusas del Imperio y para hostilizar a las otras religiones. Por ejemplo, el gobierno reprimió en 1839 a la Iglesia greco-católica del oeste del país, y promulgó varias leyes que restringían derechos a los judíos.
Nicolás se negó a abolir la servidumbre de la gleba durante su reinado y permitió a los terratenientes gobernar a los campesinos como propiedad personal, algo que la pequeña burocracia rusa no podía hacer directamente. Sin embargo, hizo algunos esfuerzos para mejorar la suerte de los campesinos del Estado (siervos propiedad del gobierno) con la ayuda del ministro Pável Kiseliov.
El énfasis gubernamental en estimular el nacionalismo ruso contribuyó a un debate sobre el lugar de Rusia en el mundo, el significado de la historia rusa y el futuro de Rusia. Uno de los grupos, de tendencia occidentalizante, los llamados západniki (зaпадники), consideraba que Rusia seguía realmente anclada en el pasado y que solo podría progresar entrando en contacto más estrecho con las ideas de la Europa Occidental. Aleksandr Herzen fue el escritor que criticó con mayor firmeza al emperador desde su exilio. Otro grupo (los denominados eslavófilos) estaba a favor del mantenimiento de la cultura y las costumbres eslavas y les disgustaba la cultura de la Europa Occidental.
La filosofía eslava era vista por los eslavófilos como una fuente para el desarrollo pleno de Rusia, dentro de una tradición fuertemente religiosa y de obediencia absoluta al zar, y se mostraron escépticos con el racionalismo y el materialismo occidental, así como veían con sospecha el entusiasmo de la Europa Occidental por la ciencia aplicada y la tecnología. Algunos de ellos consideraban inclusive que la comuna campesina rusa, o mir, ofrecía una alternativa atractiva frente al capitalismo occidental y, por tanto, Rusia podría convertirse en salvador social y moral de los demás pueblos eslavos. Así pues, la eslavofilia representaba una forma de mesianismo típicamente ruso que fue indirectamente patrocinada por Nicolás I, en tanto esta ideología también mostraba repulsión hacia el liberalismo y la democracia. Asimismo, su reinado se caracterizó por la crueldad en los castigos físicos empleados en el ejército que consistían en el pase del condenado a través de dos filas de militares armados con varas (шпицрутен en ruso, del alemán Spießruten) con las que era golpeado. Dicha práctica le mereció a Nicolás I (Nikolái Pávlovich) el sobrenombre de Nikolái Palkin (Nicolás Varapalo), utilizado posteriormente por León Tolstói como el título de su homónimo relato.
A pesar de las represiones culturales en este período, Rusia experimentó un florecimiento de la literatura y las artes. A través de las obras de Aleksandr Pushkin, Nikolái Gógol, Iván Turguénev y muchos otros, la literatura rusa ganó el reconocimiento internacional. El ballet enraizó en Rusia después de su importación desde Francia, y la música clásica se estableció firmemente con las composiciones de Mijaíl Glinka. No obstante, el régimen de Nicolás I insistía en concentrar al país sobre sí mismo no solo en el terreno cultural, sino también en el científico (considerando que la tecnología occidental tenía estrecha relación con el racionalismo tan detestado por los eslavófilos) e impidió que Rusia participase ampliamente de los adelantos de la Revolución Industrial que ya empezaban a experimentar Gran Bretaña, Francia y Prusia.
Los treinta años de reinado de Nicolás I fueron el período más largo de paz interior y progreso de todo el siglo XIX, con el surgimiento de la revolución industrial y el inicio del fin de la servidumbre.

## Política exterior
En política exterior, Nicolás I actuó como protector del legitimismo real y guardián contra la revolución y el liberalismo, siguiendo fielmente los dictados asumidos por las potencias europeas en el Congreso de Viena de 1815. Sus ofertas para reprimir las revoluciones liberales en el continente europeo fueron aceptadas en algunos casos, lo que le valió el apodo de "gendarme de Europa". Desde que fue coronado en 1825, comenzó a limitar las libertades de la monarquía constitucional que había sido aceptada en el Congreso de Viena para la denominada Polonia del Congreso. Con ello provocó la Revolución de noviembre de 1830. Nicolás I ordenó construir la ciudadela de Varsovia después de la represión del levantamiento de noviembre para reforzar el control del Imperio ruso sobre la ciudad. En 1831, el Parlamento polaco depuso a Nicolás como rey en respuesta a sus reiterados recortes de los derechos constitucionales polacos. El Zar de Rusia reaccionó con el envío de tropas a Polonia.
Nicolás I aplastó la rebelión, en 1832 derogó la Constitución polaca de 1815 y redujo al Reino de Polonia a la situación de una provincia rusa, embarcándose también en una política de represión hacia los católicos y estableciendo el absolutismo sobre el sector ruso de Polonia en toda su extensión. En 1848, cuando una serie de revoluciones convulsionó Europa, Nicolás I estuvo a la vanguardia de la reacción, alentando a los monarcas europeos a rechazar las sublevaciones liberales. En 1849, mientras tropas austriacas repelían las revoluciones liberales de Italia, tropas rusas enviadas por Nicolás I intervinieron en nombre de los Habsburgo y ayudaron a reprimir una revuelta en Hungría. Nicolás I también instó a la aristocracia de Prusia a no aceptar una constitución liberal, ofreciendo su ayuda en tropas si fuera preciso. Después de haber apoyado a las fuerzas conservadoras a repeler el espectro de la revolución, Nicolás parecía dominar Europa con su influencia política.

### Guerra ruso-turca (1828-1829)

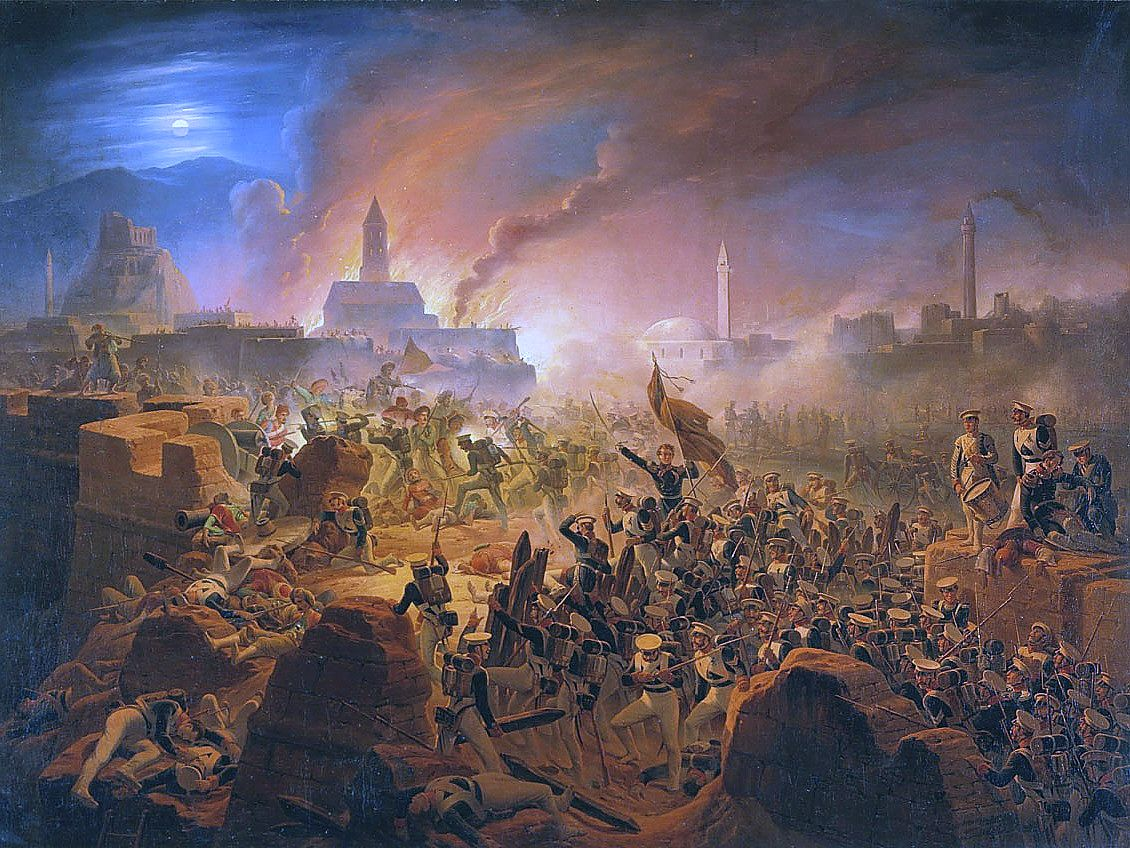
Batalla de Akhalzic (1828), January Suchodolski.

Sin embargo, la influencia rusa era una ilusión. Mientras Nicolás estaba tratando de mantener el statu quo en Europa, adoptaba en simultáneo una política agresiva hacia el Imperio Otomano. Volvió a la tradicional política rusa de la llamada Cuestión Oriental, tratando de separar el Imperio Otomano en varios Estados y de establecer un protectorado ruso sobre la población cristiana ortodoxa de los Balcanes, todavía bajo dominio otomano en la década de 1820. La Guerra Ruso-Turca de 1828-1829 fue un conflicto bélico entre el Imperio ruso y el Imperio otomano a partir de la lucha griega por la independencia. La guerra estalló cuando el Sultán, encolerizado por la participación rusa en la Batalla de Navarino, cerró los Dardanelos al tráfico de barcos rusos y revocó la Convención de Akkerman (1826).

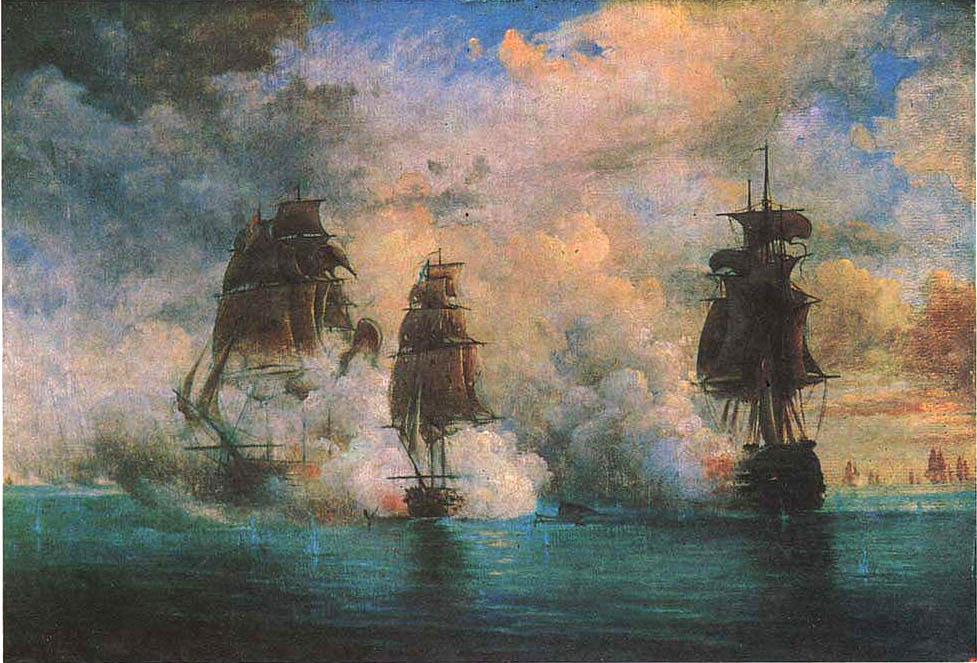
Acciones navales el 26 de mayo de 1829. La fragata Mercury contra dos buques turcos, por Nikolái Krasovski (1840-1906).

La guerra finalizó con el Tratado de Adrianópolis y supuso una importante victoria de Rusia y un paso más en la decadencia del Imperio otomano. Rusia obtuvo la mayor parte de la costa oriental del Mar Negro y la desembocadura del Danubio. Turquía reconoció la soberanía rusa sobre Georgia y parte de la actual Armenia. A Rusia se le permitía ocupar Moldavia y Valaquia hasta que Turquía pagase una gran indemnización. También Serbia logró la autonomía. El problema de los estrechos se liquidó cuatro años más tarde, cuando ambas potencias firmaron el Tratado de Unkiar Skelessi. Las potencias europeas creyeron erróneamente que el tratado contenía una cláusula secreta por la que se concedía a Rusia el derecho a enviar buques de guerra a través de los estrechos del Bósforo y de los Dardanelos. En 1841, en un convenio en Londres, se afirmó el control otomano de los estrechos y prohibía a toda potencia, incluida Rusia, enviar buques de guerra por tales estrechos.

### Guerra de Crimea(1853-1856)
En virtud de los tratados negociados durante el siglo XVIII, Francia era el guardián de los católicos en el Imperio otomano, mientras que Rusia era el protector de los cristianos ortodoxos. Durante varios años, los monjes católicos y ortodoxos se disputaron la posesión de la Basílica de la Natividad y la Iglesia del Santo Sepulcro en Palestina. Durante los años 1850, ambos lados hicieron demandas que el sultán no podía satisfacer simultáneamente. En 1853, el Sultán se inclinó a favor de Francia, a pesar de las vehementes protestas de los monjes ortodoxos locales. El zar ruso, Nicolás I, envió a un diplomático, el príncipe Ménshikov, en una misión especial al gobierno turco. Por tratados previos, el sultán Abd-ul-Mejid I estaba comprometido a «defender la Religión y la Iglesia cristiana», pero Ménshikov intentó negociar un nuevo tratado, por el cual Rusia podría intervenir cuando considerara inadecuada la protección del sultán.

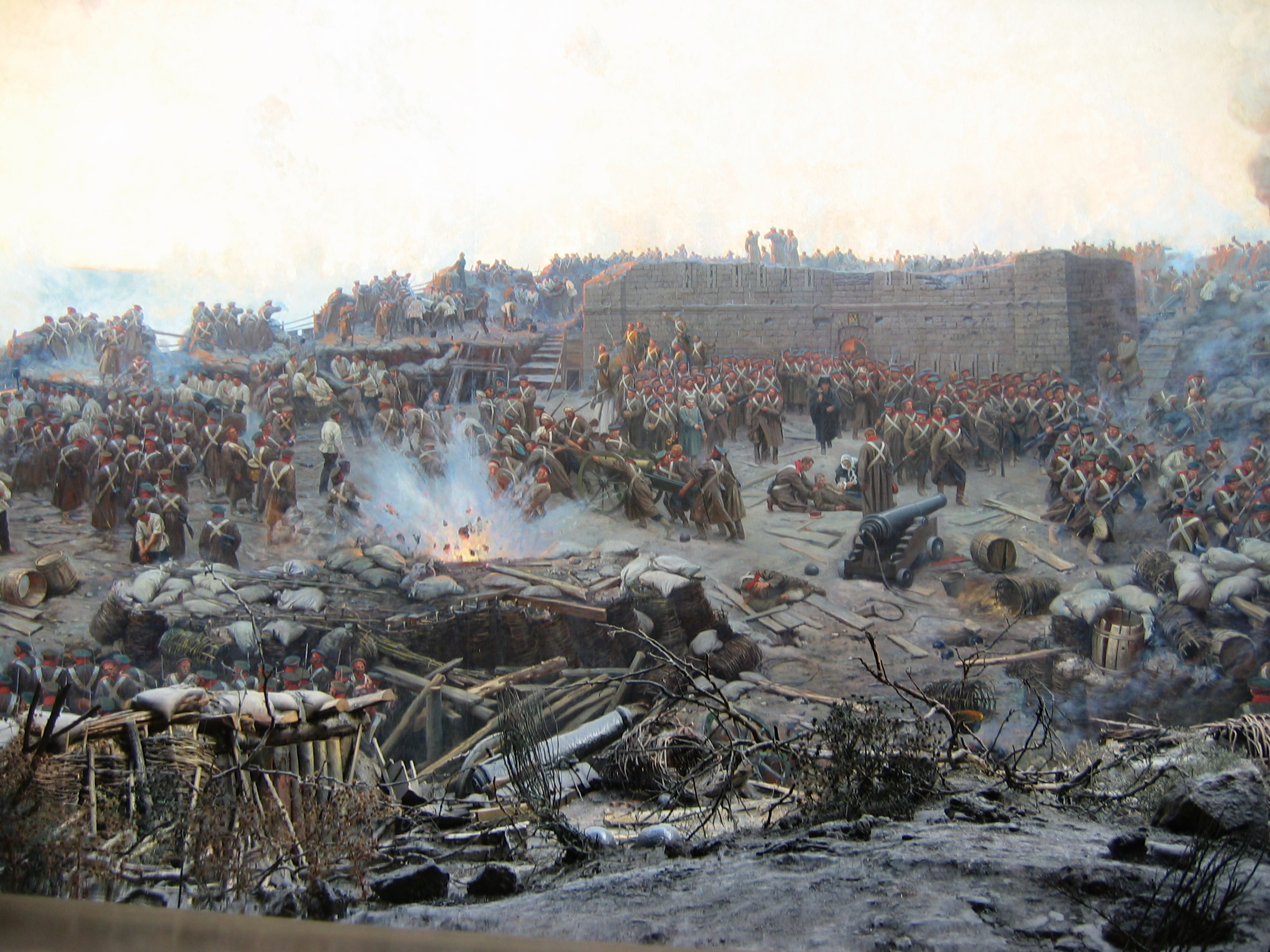
Detalle de la pintura panorámica de Franz Roubaud El asedio de Sebastopol, 1904.

Al mismo tiempo, el gobierno británico envió un emisario, quien se enteró al llegar de las demandas de Ménshikov. Mediante la diplomacia, Lord Starford convenció al Sultán de que rechazara el tratado, el cual comprometía la independencia de los ciudadanos turcos. Poco después de informarse del fracaso de su negociador, el Zar mandó a su ejército a Moldavia y Valaquia, territorios otomanos en los que Rusia era conocida como una guardiana de la Iglesia ortodoxa, tomando como excusa la falta de soluciones por parte del Sultán para proteger los lugares sagrados. Nicolás I creyó que las potencias europeas no se opondrían a la anexión realizada, especialmente porque Rusia había ayudado a sofocar las Revoluciones de 1848. Hasta aquí los motivos considerados oficiales.
No obstante, las motivaciones reales de esta guerra fueron, como en cualquier otra guerra de la Edad Moderna, geoestratégicas y económicas. El Imperio ruso no tenía acceso naval al mar Mediterráneo sin permiso del Imperio otomano, que controlaba los estrechos del Bósforo y de los Dardanelos. Desde tiempos de Pedro el Grande, Rusia buscaba la salida al mar. Con Pedro I los rusos habían accedido al mar Báltico a costa de los suecos, y con Catalina II al mar Negro a costa de los turcos. En ambos mares los rusos habían proyectado una indiscutible hegemonía naval. Ahora Rusia había puesto sus ojos en el Mediterráneo, lo cual no fue del agrado de Francia y del Reino Unido, que mantenían importantes intereses vinculados al dominio naval, como por ejemplo la conexión con las colonias africanas y de Oriente Medio.
Cuando el zar envió sus tropas a Moldavia y Valaquia, el Reino Unido, buscando proteger la seguridad de su aliado el Imperio otomano, mandó una flota hacia los Dardanelos, donde se le unió una flota francesa. Mientras tanto, las potencias europeas esperaban una solución diplomática. Los representantes de las cuatro grandes potencias neutrales –Reino Unido, Francia, Austria y Prusia– se reunieron en Viena, donde elaboraron una propuesta que esperaban que fuera aceptable para Rusia y el Imperio otomano. La propuesta contaba con el apoyo del zar Nicolás, pero fue rechazada por el sultán Abd-ul-Mejid I, quien sintió que la manera en que había sido redactado el documento permitía diferentes interpretaciones. El Reino Unido, Francia y Austria habían propuesto conjuntamente modificaciones para satisfacer al sultán, pero sus sugerencias fueron ignoradas en la corte de San Petersburgo. El Reino Unido y Francia abandonaron la idea de continuar negociando, pero Austria y Prusia no creían que el rechazo justificara cesar las negociaciones.

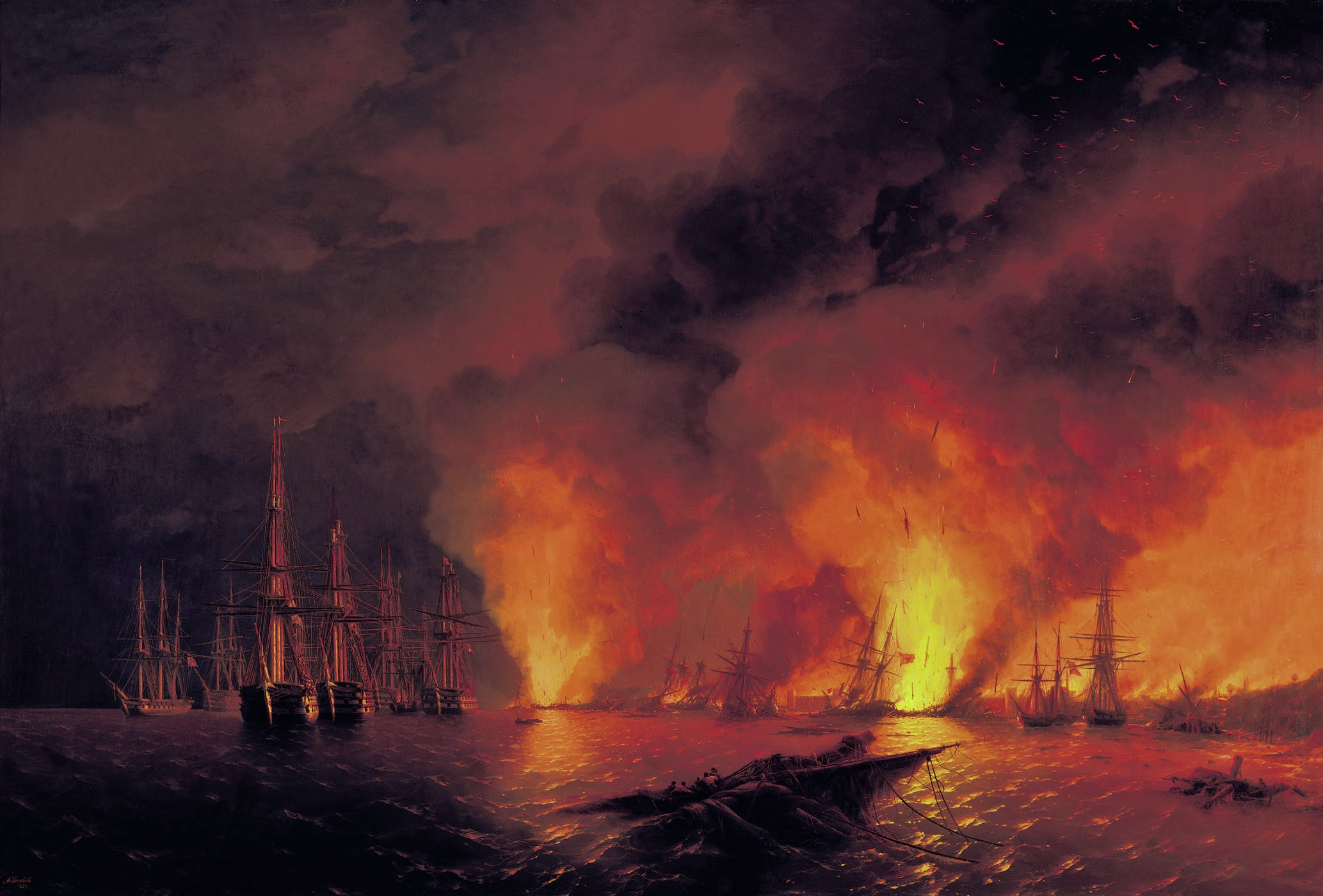
La flota rusa destruye la otomana en la batalla de Sinope. Imagen de Iván Aivazovski.

El sultán se dirigió a la guerra; sus ejércitos atacaron a las tropas rusas cerca del Danubio. Nicolás I respondió enviando naves de guerra, que destruyeron la flota otomana en la Batalla de Sinope, en el puerto homónimo, el 30 de noviembre de 1853, haciendo posible que los rusos desembarcaran y abastecieran a su ejército en las costas turcas sin inconvenientes. La destrucción de la flota turca y la amenaza de una expansión rusa alarmó definitivamente a Francia y al Reino Unido, quienes fueron en defensa del Imperio otomano. En 1854, después de que Rusia ignorase el ultimátum anglo-francés para retirarse del Danubio, el Reino Unido y Francia declararon la guerra.
Nicolás I supuso que Austria, correspondiendo a la ayuda prestada durante las revoluciones de 1848, estaría de su lado, o que al menos sería neutral. Sin embargo, Austria se vio amenazada por las tropas rusas en los Principados del Danubio. Cuando el Reino Unido y Francia reclamaron que Rusia retirara sus tropas de los Principados, Austria los apoyó y, a pesar de que no declaró inmediatamente la guerra a Rusia, se negó a garantizar su neutralidad. Cuando Austria hizo una nueva demanda en el verano de 1854 para la retirada de las tropas, Rusia aceptó.
El 10 de abril de 1854, la flota franco-británica bombardeó Odesa e intentó hacer un desembarco, sin éxito. El 25 de octubre de 1854, tuvo lugar la famosa batalla de Balaclava, de resultado indeciso; días después, los ejércitos aliados empezaban el sitio de Sebastopol. El 5 de noviembre, se libró la decisiva batalla de Inkerman, que terminó con una grave derrota rusa.
Nicolás I murió antes de la caída de Sebastopol, pero ya había reconocido el fracaso de su régimen al hacerse evidente la derrota rusa y la humillación de los tratados de paz que impondrían los vencedores. El 9 de septiembre de 1855, Sebastopol cayó en manos de las tropas franco-británicas después de 11 meses de asedio. Tras esta derrota, Rusia se vio forzada a pedir la paz. El 30 de marzo de 1856, se firmó el Tratado de París que puso fin al conflicto. Rusia se enfrentaba ahora a la opción de iniciar grandes reformas o de perder su estatus como potencia europea.

## Vida privada
Nicolás se casó en el año 1817 con Carlota de Prusia. Era hija de Federico Guillermo III de Prusia y de Luisa de Mecklemburgo-Strelitz. Nicolás y Carlota tuvieron siete hijos:
- Alejandro Nikoláievich, zarévich, futuro Alejandro II (1818-1881). Casado con María de Hesse-Darmstadt.
- María Nikoláievna (1819-1876). Casada con Maximiliano de Beauharnais.
- Olga Nikoláievna (1822-1892). Casada con el rey Carlos I de Wurtemberg.
- Alejandra Nikoláievna (1825-1844). Casada con Federico de Hesse-Kassel.
- Constantino Nikoláievich (1827-1892). Casado con Alejandra de Sajonia-Altenburgo.
- Nicolás Nikoláievich (1831-1891). Casado con Alejandra de Oldenburgo.
- Miguel Nikoláievich (1832-1909). Casado con Cecilia de Baden.

Muchas fuentes afirman que Nicolás no tuvo relaciones extramaritales hasta después de 25 años de matrimonio, en 1842, cuando los doctores prohibieron a la emperatriz tener relaciones sexuales por su mal estado de salud y recurrentes ataques de corazón. Aun así muchos hechos discuten esta información, pues Nicolás era padre de tres niños antes de 1842, uno de ellos con su más famosa amante, Varvara Nelídova.
Con Ana María Carlota de Rutenskiold (1791-1856)
- Youzia Koberwein (1825-1893)

Con Varvara Yákovleva (1803-1831)
- Olga Cárlovna Albrecht (1828-1898)

Con Varvara Nelídova (m. 1897)
- Alexis Pashkine (1831-1863)

## Nicolás I en la literatura
En su novela corta Hadji Murat, Tolstói dedica un capítulo entero, el XV, a la figura de Nicolás I, a quien retrata como prototipo de déspota, frío y cruel. Se encapricha constantemente de mujeres, que no tienen más remedio que ceder ante sus impulsos sexuales. Siente la religión como un ritual externo y recita sus oraciones sin pararse a reflexionar en su significado, pero al mismo tiempo cree que es el delegado de Dios en la tierra. Se siente imprescindible y considera que Rusia y sus súbditos no sobrevivirían sin él, aunque todas sus decisiones sean en el fondo caprichosas, injustas e, incluso, contradictorias entre sí. Odia a los polacos y a los hombres del Cáucaso, así como a los liberales, a los que siente que debe aplastar, y desprecia profundamente a Federico Guillermo IV de Prusia, por haber concedido a sus súbditos la Constitución de 1848. Es, a la postre, un paranoico que ve conspiraciones por todas partes.

## Títulos, honores y nombramientos

Monograma del zar Nicolás I de Rusia

### Títulos y tratamientos
| ● 6 de julio de 1796-1 de diciembre de 1825: | Su alteza imperial el gran duque Nicolás Pávlovich de Rusia |
| ● 1 de diciembre de 1825-2 de marzo de 1855: | Su majestad imperial el emperador y autócrata de toda Rusia |

### Condecoraciones rusas
- Gran Maestre de la Orden de San Andrés ( Imperio ruso).
- Gran Maestre de la Orden de San Jorge ( Imperio ruso).
- Gran Maestre de la Orden del Águila Blanca ( Imperio ruso).
- Gran Maestre de la Orden de San Alejandro Nevski ( Imperio ruso).
- Gran Maestre de la Orden de Santa Ana ( Imperio ruso).
- Gran Maestre de la Orden de San Estanislao ( Imperio ruso).
- Gran Maestre de la Orden de San Vladimiro ( Imperio ruso).

### Condecoraciones extranjeras
- Caballero de la Suprema Orden de la Santísima Anunciación ( Reino de Cerdeña).
- Caballero gran cruz de la Orden de los Santos Mauricio y Lázaro ( Reino de Cerdeña).
- Caballero gran cruz de la Orden del Mérito bajo el título de San Luis ( Ducado de Parma).
- Caballero de la Orden del Toisón de Oro ( España).
- Caballero de la Orden de la Jarretera ( Reino Unido).
- Caballero de la Orden de los Serafines ( Suecia).
- Caballero gran cruz de la Orden de San Esteban de Hungría ( Imperio austrohúngaro).
- Caballero gran cruz de la Orden Real Güélfica ( Reino de Hannover).[2]
- Caballero de la Orden del Elefante.[3] (24 de enero de 1826,  Reino de Dinamarca)

## Ancestros
| \| \| \| \| \| \| \| \| \| \| \| \| \| \| \| \| \| \| \| \| 16. Federico IV de Holstein-Gottorp \| \| \| \| \| \| \| \| \| \| \| \| \| \| \| \| \| \| \| \| \| \| \| \| \| \| \| \| \| \| \| \| \| \| \| \| \| \| \| \| \| \| \| \| \| \| \| \| \| \| \| \| \| \| 8. Carlos Federico de Holstein-Gottorp \| \| \| \| \| \| \| \| \| \| \| \| \| \| \| \| \| \| \| \| \| \| \| \| \| \| \| \| \| \| \| \| \| \| \| \| \| \| \| \| \| \| \| \| \| \| \| \| \| \| \| \| \| \| 17. Eduviges Sofía de Suecia \| \| \| \| \| \| \| \| \| \| \| \| \| \| \| \| \| \| \| \| \| \| \| \| \| \| \| \| \| \| \| \| \| \| \| \| \| \| \| \| \| \| \| \| \| \| \| \| \| \| \| \| \| \| 4. Pedro III de Rusia \| \| \| \| \| \| \| \| \| \| \| \| \| \| \| \| \| \| \| \| \| \| \| \| \| \| \| \| \| \| \| \| \| \| \| \| \| \| \| \| \| \| \| \| \| \| \| \| \| \| \| \| \| \| 18. Pedro I de Rusia \| \| \| \| \| \| \| \| \| \| \| \| \| \| \| \| \| \| \| \| \| \| \| \| \| \| \| \| \| \| \| \| \| \| \| \| \| \| \| \| \| \| \| \| \| \| \| \| \| \| \| \| \| \| 9. Ana Petrovna Románova \| \| \| \| \| \| \| \| \| \| \| \| \| \| \| \| \| \| \| \| \| \| \| \| \| \| \| \| \| \| \| \| \| \| \| \| \| \| \| \| \| \| \| \| \| \| \| \| \| \| \| \| \| \| 19. Catalina I de Rusia \| \| \| \| \| \| \| \| \| \| \| \| \| \| \| \| \| \| \| \| \| \| \| \| \| \| \| \| \| \| \| \| \| \| \| \| \| \| \| \| \| \| \| \| \| \| \| \| \| \| \| \| \| \| 2. Pablo I de Rusia \| \| \| \| \| \| \| \| \| \| \| \| \| \| \| \| \| \| \| \| \| \| \| \| \| \| \| \| \| \| \| \| \| \| \| \| \| \| \| \| \| \| \| \| \| \| \| \| \| \| \| \| \| \| 20. Juan Luis I de Anhalt-Zerbst \| \| \| \| \| \| \| \| \| \| \| \| \| \| \| \| \| \| \| \| \| \| \| \| \| \| \| \| \| \| \| \| \| \| \| \| \| \| \| \| \| \| \| \| \| \| \| \| \| \| \| \| \| \| 10. Cristián Augusto de Anhalt-Zerbst \| \| \| \| \| \| \| \| \| \| \| \| \| \| \| \| \| \| \| \| \| \| \| \| \| \| \| \| \| \| \| \| \| \| \| \| \| \| \| \| \| \| \| \| \| \| \| \| \| \| \| \| \| \| 21. Cristina Leonor de Zeutch \| \| \| \| \| \| \| \| \| \| \| \| \| \| \| \| \| \| \| \| \| \| \| \| \| \| \| \| \| \| \| \| \| \| \| \| \| \| \| \| \| \| \| \| \| \| \| \| \| \| \| \| \| \| 5. Catalina II de Rusia \| \| \| \| \| \| \| \| \| \| \| \| \| \| \| \| \| \| \| \| \| \| \| \| \| \| \| \| \| \| \| \| \| \| \| \| \| \| \| \| \| \| \| \| \| \| \| \| \| \| \| \| \| \| 22. Cristián Augusto de Holstein-Gottorp \| \| \| \| \| \| \| \| \| \| \| \| \| \| \| \| \| \| \| \| \| \| \| \| \| \| \| \| \| \| \| \| \| \| \| \| \| \| \| \| \| \| \| \| \| \| \| \| \| \| \| \| \| \| 11. Juana Isabel de Schleswig-Holstein-Gottorp \| \| \| \| \| \| \| \| \| \| \| \| \| \| \| \| \| \| \| \| \| \| \| \| \| \| \| \| \| \| \| \| \| \| \| \| \| \| \| \| \| \| \| \| \| \| \| \| \| \| \| \| \| \| 23. Albertina Federica de Baden-Durlach \| \| \| \| \| \| \| \| \| \| \| \| \| \| \| \| \| \| \| \| \| \| \| \| \| \| \| \| \| \| \| \| \| \| \| \| \| \| \| \| \| \| \| \| \| \| \| \| \| \| \| \| \| \| 1. Nicolás I de Rusia \| \| \| \| \| \| \| \| \| \| \| \| \| \| \| \| \| \| \| \| \| \| \| \| \| \| \| \| \| \| \| \| \| \| \| \| \| \| \| \| \| \| \| \| \| \| \| \| \| \| \| \| \| \| 24. Federico Carlos de Wurtemberg-Winnental \| \| \| \| \| \| \| \| \| \| \| \| \| \| \| \| \| \| \| \| \| \| \| \| \| \| \| \| \| \| \| \| \| \| \| \| \| \| \| \| \| \| \| \| \| \| \| \| \| \| \| \| \| \| 12. Carlos I Alejandro de Wurtemberg \| \| \| \| \| \| \| \| \| \| \| \| \| \| \| \| \| \| \| \| \| \| \| \| \| \| \| \| \| \| \| \| \| \| \| \| \| \| \| \| \| \| \| \| \| \| \| \| \| \| \| \| \| \| 25. Leonor Juliana de Brandeburgo-Ansbach \| \| \| \| \| \| \| \| \| \| \| \| \| \| \| \| \| \| \| \| \| \| \| \| \| \| \| \| \| \| \| \| \| \| \| \| \| \| \| \| \| \| \| \| \| \| \| \| \| \| \| \| \| \| 6. Federico II Eugenio de Wurtemberg \| \| \| \| \| \| \| \| \| \| \| \| \| \| \| \| \| \| \| \| \| \| \| \| \| \| \| \| \| \| \| \| \| \| \| \| \| \| \| \| \| \| \| \| \| \| \| \| \| \| \| \| \| \| 26. Anselmo Francisco de Thurn y Taxis \| \| \| \| \| \| \| \| \| \| \| \| \| \| \| \| \| \| \| \| \| \| \| \| \| \| \| \| \| \| \| \| \| \| \| \| \| \| \| \| \| \| \| \| \| \| \| \| \| \| \| \| \| \| 13. María Augusta de Thurn y Taxis \| \| \| \| \| \| \| \| \| \| \| \| \| \| \| \| \| \| \| \| \| \| \| \| \| \| \| \| \| \| \| \| \| \| \| \| \| \| \| \| \| \| \| \| \| \| \| \| \| \| \| \| \| \| 27. Ana Francisca de Lobkowicz \| \| \| \| \| \| \| \| \| \| \| \| \| \| \| \| \| \| \| \| \| \| \| \| \| \| \| \| \| \| \| \| \| \| \| \| \| \| \| \| \| \| \| \| \| \| \| \| \| \| \| \| \| \| 3. Sofía Dorotea de Wurtemberg \| \| \| \| \| \| \| \| \| \| \| \| \| \| \| \| \| \| \| \| \| \| \| \| \| \| \| \| \| \| \| \| \| \| \| \| \| \| \| \| \| \| \| \| \| \| \| \| \| \| \| \| \| \| 28. Felipe Guillermo de Brandeburgo-Schwedt \| \| \| \| \| \| \| \| \| \| \| \| \| \| \| \| \| \| \| \| \| \| \| \| \| \| \| \| \| \| \| \| \| \| \| \| \| \| \| \| \| \| \| \| \| \| \| \| \| \| \| \| \| \| 14. Federico Guillermo de Brandeburgo-Schwedt \| \| \| \| \| \| \| \| \| \| \| \| \| \| \| \| \| \| \| \| \| \| \| \| \| \| \| \| \| \| \| \| \| \| \| \| \| \| \| \| \| \| \| \| \| \| \| \| \| \| \| \| \| \| 29. Juana Carlota de Anhalt-Dessau \| \| \| \| \| \| \| \| \| \| \| \| \| \| \| \| \| \| \| \| \| \| \| \| \| \| \| \| \| \| \| \| \| \| \| \| \| \| \| \| \| \| \| \| \| \| \| \| \| \| \| \| \| \| 7. Federica de Brandeburgo-Schwedt \| \| \| \| \| \| \| \| \| \| \| \| \| \| \| \| \| \| \| \| \| \| \| \| \| \| \| \| \| \| \| \| \| \| \| \| \| \| \| \| \| \| \| \| \| \| \| \| \| \| \| \| \| \| 30. Federico Guillermo I de Prusia \| \| \| \| \| \| \| \| \| \| \| \| \| \| \| \| \| \| \| \| \| \| \| \| \| \| \| \| \| \| \| \| \| \| \| \| \| \| \| \| \| \| \| \| \| \| \| \| \| \| \| \| \| \| 15. Sofía Dorotea de Prusia \| \| \| \| \| \| \| \| \| \| \| \| \| \| \| \| \| \| \| \| \| \| \| \| \| \| \| \| \| \| \| \| \| \| \| \| \| \| \| \| \| \| \| \| \| \| \| \| \| \| \| \| \| \| 31. Sofía Dorotea de Hannover \| \| \| \| \| \| \| \| \| \| \| \| \| \| \| \| \| \| \| \| \| \| \| \| \| \| \| \| \| \| \| \| \| \| \| \| \| \| \| \| \| \| \| \| \| \| \| \| \| \| \| \| |                                                |  |  |  |  |  |  |  |  |  |  |  |  |  |  |  |
| |                                                |  |  |  |  |  |  |  |  |  |  |  |  |  |  |  |
| | 16. Federico IV de Holstein-Gottorp            |  |  |  |  |  |  |  |  |  |  |  |  |  |  |  |
| |                                                |  |  |  |  |  |  |  |  |  |  |  |  |  |  |  |
| |                                                |  |  |  |  |  |  |  |  |  |  |  |  |  |  |  |
| | 8. Carlos Federico de Holstein-Gottorp         |  |  |  |  |  |  |  |  |  |  |  |  |  |  |  |
| |                                                |  |  |  |  |  |  |  |  |  |  |  |  |  |  |  |
| |                                                |  |  |  |  |  |  |  |  |  |  |  |  |  |  |  |
| | 17. Eduviges Sofía de Suecia                   |  |  |  |  |  |  |  |  |  |  |  |  |  |  |  |
| |                                                |  |  |  |  |  |  |  |  |  |  |  |  |  |  |  |
| |                                                |  |  |  |  |  |  |  |  |  |  |  |  |  |  |  |
| | 4. Pedro III de Rusia                          |  |  |  |  |  |  |  |  |  |  |  |  |  |  |  |
| |                                                |  |  |  |  |  |  |  |  |  |  |  |  |  |  |  |
| |                                                |  |  |  |  |  |  |  |  |  |  |  |  |  |  |  |
| | 18. Pedro I de Rusia                           |  |  |  |  |  |  |  |  |  |  |  |  |  |  |  |
| |                                                |  |  |  |  |  |  |  |  |  |  |  |  |  |  |  |
| |                                                |  |  |  |  |  |  |  |  |  |  |  |  |  |  |  |
| | 9. Ana Petrovna Románova                       |  |  |  |  |  |  |  |  |  |  |  |  |  |  |  |
| |                                                |  |  |  |  |  |  |  |  |  |  |  |  |  |  |  |
| |                                                |  |  |  |  |  |  |  |  |  |  |  |  |  |  |  |
| | 19. Catalina I de Rusia                        |  |  |  |  |  |  |  |  |  |  |  |  |  |  |  |
| |                                                |  |  |  |  |  |  |  |  |  |  |  |  |  |  |  |
| |                                                |  |  |  |  |  |  |  |  |  |  |  |  |  |  |  |
| | 2. Pablo I de Rusia                            |  |  |  |  |  |  |  |  |  |  |  |  |  |  |  |
| |                                                |  |  |  |  |  |  |  |  |  |  |  |  |  |  |  |
| |                                                |  |  |  |  |  |  |  |  |  |  |  |  |  |  |  |
| | 20. Juan Luis I de Anhalt-Zerbst               |  |  |  |  |  |  |  |  |  |  |  |  |  |  |  |
| |                                                |  |  |  |  |  |  |  |  |  |  |  |  |  |  |  |
| |                                                |  |  |  |  |  |  |  |  |  |  |  |  |  |  |  |
| | 10. Cristián Augusto de Anhalt-Zerbst          |  |  |  |  |  |  |  |  |  |  |  |  |  |  |  |
| |                                                |  |  |  |  |  |  |  |  |  |  |  |  |  |  |  |
| |                                                |  |  |  |  |  |  |  |  |  |  |  |  |  |  |  |
| | 21. Cristina Leonor de Zeutch                  |  |  |  |  |  |  |  |  |  |  |  |  |  |  |  |
| |                                                |  |  |  |  |  |  |  |  |  |  |  |  |  |  |  |
| |                                                |  |  |  |  |  |  |  |  |  |  |  |  |  |  |  |
| | 5. Catalina II de Rusia                        |  |  |  |  |  |  |  |  |  |  |  |  |  |  |  |
| |                                                |  |  |  |  |  |  |  |  |  |  |  |  |  |  |  |
| |                                                |  |  |  |  |  |  |  |  |  |  |  |  |  |  |  |
| | 22. Cristián Augusto de Holstein-Gottorp       |  |  |  |  |  |  |  |  |  |  |  |  |  |  |  |
| |                                                |  |  |  |  |  |  |  |  |  |  |  |  |  |  |  |
| |                                                |  |  |  |  |  |  |  |  |  |  |  |  |  |  |  |
| | 11. Juana Isabel de Schleswig-Holstein-Gottorp |  |  |  |  |  |  |  |  |  |  |  |  |  |  |  |
| |                                                |  |  |  |  |  |  |  |  |  |  |  |  |  |  |  |
| |                                                |  |  |  |  |  |  |  |  |  |  |  |  |  |  |  |
| | 23. Albertina Federica de Baden-Durlach        |  |  |  |  |  |  |  |  |  |  |  |  |  |  |  |
| |                                                |  |  |  |  |  |  |  |  |  |  |  |  |  |  |  |
| |                                                |  |  |  |  |  |  |  |  |  |  |  |  |  |  |  |
| | 1. Nicolás I de Rusia                          |  |  |  |  |  |  |  |  |  |  |  |  |  |  |  |
| |                                                |  |  |  |  |  |  |  |  |  |  |  |  |  |  |  |
| |                                                |  |  |  |  |  |  |  |  |  |  |  |  |  |  |  |
| | 24. Federico Carlos de Wurtemberg-Winnental    |  |  |  |  |  |  |  |  |  |  |  |  |  |  |  |
| |                                                |  |  |  |  |  |  |  |  |  |  |  |  |  |  |  |
| |                                                |  |  |  |  |  |  |  |  |  |  |  |  |  |  |  |
| | 12. Carlos I Alejandro de Wurtemberg           |  |  |  |  |  |  |  |  |  |  |  |  |  |  |  |
| |                                                |  |  |  |  |  |  |  |  |  |  |  |  |  |  |  |
| |                                                |  |  |  |  |  |  |  |  |  |  |  |  |  |  |  |
| | 25. Leonor Juliana de Brandeburgo-Ansbach      |  |  |  |  |  |  |  |  |  |  |  |  |  |  |  |
| |                                                |  |  |  |  |  |  |  |  |  |  |  |  |  |  |  |
| |                                                |  |  |  |  |  |  |  |  |  |  |  |  |  |  |  |
| | 6. Federico II Eugenio de Wurtemberg           |  |  |  |  |  |  |  |  |  |  |  |  |  |  |  |
| |                                                |  |  |  |  |  |  |  |  |  |  |  |  |  |  |  |
| |                                                |  |  |  |  |  |  |  |  |  |  |  |  |  |  |  |
| | 26. Anselmo Francisco de Thurn y Taxis         |  |  |  |  |  |  |  |  |  |  |  |  |  |  |  |
| |                                                |  |  |  |  |  |  |  |  |  |  |  |  |  |  |  |
| |                                                |  |  |  |  |  |  |  |  |  |  |  |  |  |  |  |
| | 13. María Augusta de Thurn y Taxis             |  |  |  |  |  |  |  |  |  |  |  |  |  |  |  |
| |                                                |  |  |  |  |  |  |  |  |  |  |  |  |  |  |  |
| |                                                |  |  |  |  |  |  |  |  |  |  |  |  |  |  |  |
| | 27. Ana Francisca de Lobkowicz                 |  |  |  |  |  |  |  |  |  |  |  |  |  |  |  |
| |                                                |  |  |  |  |  |  |  |  |  |  |  |  |  |  |  |
| |                                                |  |  |  |  |  |  |  |  |  |  |  |  |  |  |  |
| | 3. Sofía Dorotea de Wurtemberg                 |  |  |  |  |  |  |  |  |  |  |  |  |  |  |  |
| |                                                |  |  |  |  |  |  |  |  |  |  |  |  |  |  |  |
| |                                                |  |  |  |  |  |  |  |  |  |  |  |  |  |  |  |
| | 28. Felipe Guillermo de Brandeburgo-Schwedt    |  |  |  |  |  |  |  |  |  |  |  |  |  |  |  |
| |                                                |  |  |  |  |  |  |  |  |  |  |  |  |  |  |  |
| |                                                |  |  |  |  |  |  |  |  |  |  |  |  |  |  |  |
| | 14. Federico Guillermo de Brandeburgo-Schwedt  |  |  |  |  |  |  |  |  |  |  |  |  |  |  |  |
| |                                                |  |  |  |  |  |  |  |  |  |  |  |  |  |  |  |
| |                                                |  |  |  |  |  |  |  |  |  |  |  |  |  |  |  |
| | 29. Juana Carlota de Anhalt-Dessau             |  |  |  |  |  |  |  |  |  |  |  |  |  |  |  |
| |                                                |  |  |  |  |  |  |  |  |  |  |  |  |  |  |  |
| |                                                |  |  |  |  |  |  |  |  |  |  |  |  |  |  |  |
| | 7. Federica de Brandeburgo-Schwedt             |  |  |  |  |  |  |  |  |  |  |  |  |  |  |  |
| |                                                |  |  |  |  |  |  |  |  |  |  |  |  |  |  |  |
| |                                                |  |  |  |  |  |  |  |  |  |  |  |  |  |  |  |
| | 30. Federico Guillermo I de Prusia             |  |  |  |  |  |  |  |  |  |  |  |  |  |  |  |
| |                                                |  |  |  |  |  |  |  |  |  |  |  |  |  |  |  |
| |                                                |  |  |  |  |  |  |  |  |  |  |  |  |  |  |  |
| | 15. Sofía Dorotea de Prusia                    |  |  |  |  |  |  |  |  |  |  |  |  |  |  |  |
| |                                                |  |  |  |  |  |  |  |  |  |  |  |  |  |  |  |
| |                                                |  |  |  |  |  |  |  |  |  |  |  |  |  |  |  |
| | 31. Sofía Dorotea de Hannover                  |  |  |  |  |  |  |  |  |  |  |  |  |  |  |  |
| |                                                |  |  |  |  |  |  |  |  |  |  |  |  |  |  |  |
| |                                                |  |  |  |  |  |  |  |  |  |  |  |  |  |  |  |

## Sucesión
| Predecesor: Alejandro I | Emperador de Rusia 1825 - 1855             | Sucesor: Alejandro II |
| Predecesor: Alejandro I | Duque de Curlandia y Semigalia 1796 - 1801 | Sucesor: Alejandro II |
| Predecesor: Alejandro I | Zar de Polonia 1825 - 1855                 | Sucesor: Alejandro II |